# 张全民
张全民（1971年—），陕西富县人，汉族，中华人民共和国政治人物、第十一届全国人民代表大会河南地区代表。
毕业于河南科技大学机电一体化专业，是中共党员。担任平高电气机械加工二车间副主任。2008年起担任全国人大代表。